# 血水草
血水草属（学名：Eomecon）是罂粟科下的一个属，为多年生草本植物。该属仅有血水草（Eomecon chionantha）一种，分布于中国中部和南部各地。